# مدينة رمضاني
مدينة رمضاني (وُلدت في 13 مايو 1991) لاعبة كرة قدم جزائرية دولية تلعب في الخط الأمامي منتخب الجزائر لكرة القدم للسيدات. مثلت الجزائر في كأس أمم أفريقيا لكرة القدم للسيدات 2018، حيث لعبت مباراتين.